# Compañía de los Ferrocarriles de Medina del Campo a Zamora y de Orense a Vigo

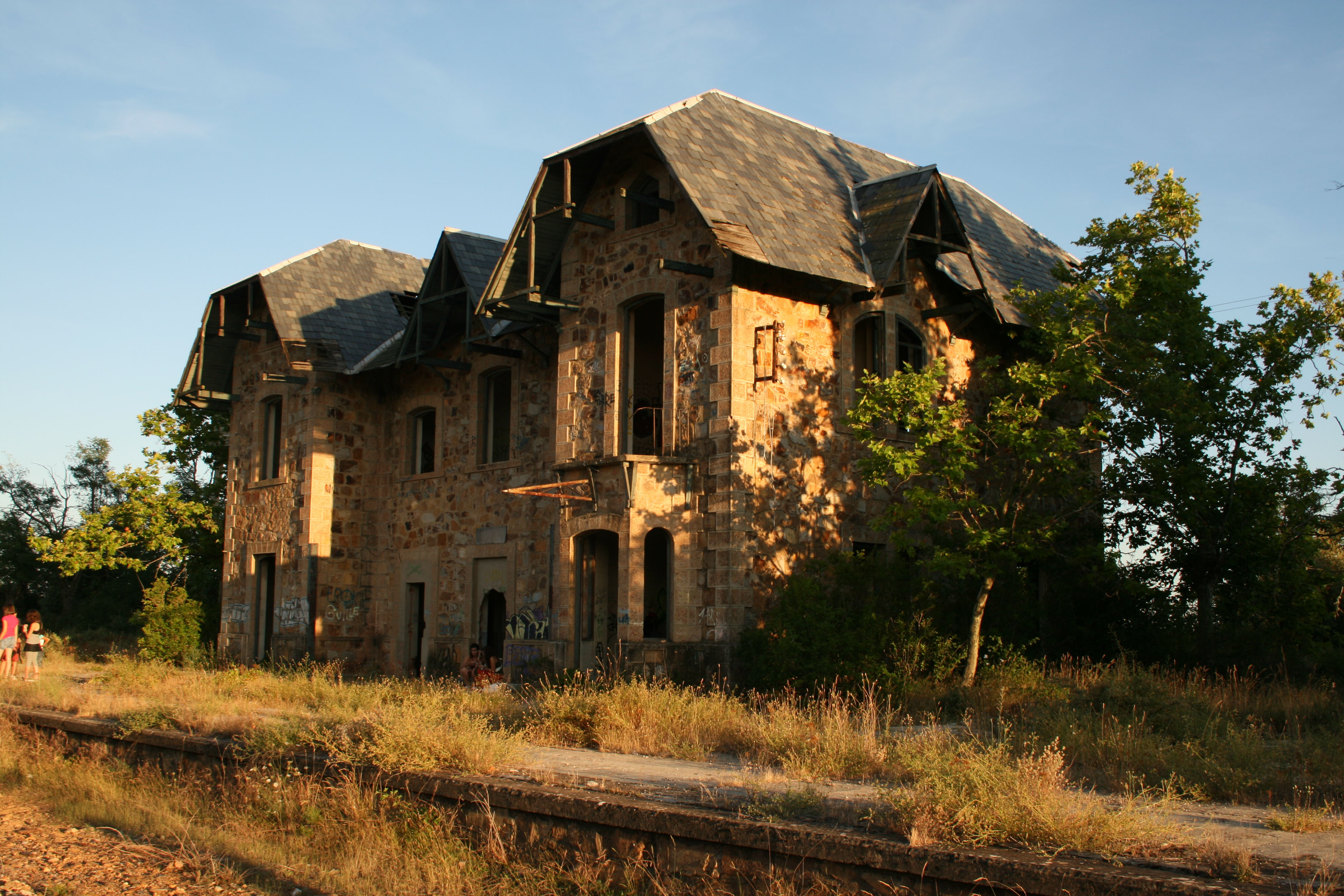
Estación de La Torre de Aliste-Pobladura en el tercer trayecto de MZOV en la Comarca de Aliste (Zamora-Orense)

La Compañía de los Ferrocarriles de Medina del Campo a Zamora y de Orense a Vigo (MZOV) fue una empresa ferroviaria española que tuvo su período de operaciones entre 1862 a 1928. A partir de ello, se transformó en una empresa constructora mediante una fusión empresarial con Cubiertas y Tejados S.A. En 1978, pasándose a denominar Cubiertas y MZOV S.A. hasta lograr ser una de las principales empresas constructoras del país.
El proyecto inicia la deseada conexión de Galicia con la Meseta Central. Tras su azarosa vida de más de medio siglo, cesa, haciéndose cargo de las instalaciones el Gobierno Español. Cabe destacar la intervención de diversos ingenieros en la obra de trazado de la línea debido a la cantidad de túneles (a cuyos especialistas tuneleros se les denominaba los "carrilanos") y puentes que salvan la orografía de las provincias de Zamora y Valladolid entre Medina del Campo (Valladolid) y Zamora en un total de 87 kilómetros en el primer tramo. El segundo de Vigo (Pontevedra) a Orense.

## Historia
En 1848, se construye la primera línea ferroviaria entre Barcelona y Mataró. Las concesiones ferroviarias se regían por el Código de Comercio de 1829 así como la Real Orden de 1844 sobre ferrocarriles, hasta que en 1855 se promulgó la Ley General de Ferrocarriles. El 19 de febrero de 1861, se concede la concesión a Rafael Beltrán de Lis al amparo de la Ley General de Ferrocarriles, iniciando su periplo que durará sesenta y seis años. Rafael Beltrán es considerado el fundador de M.Z.O.V. La denominación inicial de la sociedad era: Compañía del Ferrocarril de Medina del Campo a Zamora. A mediados del siglo XIX cohabitaban numerosas concesiones ferroviarias, muchas de ellas propuestas con capital extranjero. Una de las más conocidas era M.Z.A. que unía Madrid-Zaragoza y Alicante. Las propuestas de concesión eran aprobadas por el Estado según criterios como el trayecto, y la composición de los peticionarios que debían ser personas "de conocido arraigo". El periodo político en el que se desarrolla este progreso ferroviario es muy inestable, en el poder existieron gobiernos de la Unión Liberal.

### Inicios del primer tramo: Medina del Campo-Zamora
El primer tramo comenzaba en Medina del Campo (Valladolid) y finaliza en la ciudad de Zamora. Se establece que el tramo quede finalizado en el periodo de tres años. El capital social inicial se fija en unos sesenta millones de reales de vellón. En la primera junta directiva de la nueva compañía se acuerda enlazar la línea ferroviaria con la norte. Tras ello sacaron diversos paquetes de obligaciones, el primero dirigido al público y el segundo a la banca. Las obras comenzaron en la estación de Medina del Campo con el enlace de los dos tramos. En los primeros días de mayo de 1864 se completa el tramo Medina del Campo-Zamora. En abril de este año se entrega un proyecto completo del segundo tramo Zamora-Orense. En las estaciones del tramo se tuvo que continuar haciendo obras con el objeto de facilitar el acceso a las mismas. Pronto se beneficiarían las empresas harineras de la provincia de esta nueva forma de transporte. No obstante, el primer año de funcionamiento del tramo duplicó las expectativas iniciales en transporte de viajeros, pero no logró las cifras previstas en transporte de mercancías.

### Inicios del segundo tramo Vigo-Orense
Tras ser aprobado el proyecto la compañía toma el nombre por el que finalmente se conoce: Compañía de los Ferrocarriles de Medina del Campo a Zamora y de Orense a Vigo o MZOV. El trayecto de Orense a Vigo cae bajo la colaboración del socio Juan Flórez. En este tramo de Orense a Vigo, que cubre una longitud de 127 kilómetros, trabajan unos cinco mil obreros y se prevé finalizar marzo de 1867. El periodo político que sigue es convulso en España y los cambios de gobierno son frecuentes con los consiguientes cambios de cartera en el Ministerio de Fomento, las guerras y las epidemias de cólera. Esta situación hizo que las subvenciones quedaran congeladas en medio de una crisis económica global que afectaba a todo el país. En el Real Decreto del 29 de diciembre de 1866 se cede a favor de las compañías el 10 % por ingreso debido al transporte de viajeros. A pesar de todo en 1868 tuvo que detenerse las obras del tramo Orense-Vigo a causa de la delicada situación económica de la Compañía. La situación no fue halagüeña en el resto de compañías que operaban en España. El tramo Orense-Vigo se reactivó en noviembre de 1869 tras recibir unas ayudas exiguas que comprometían a la compañía a finalizar el tramo en cuatro años. En el año 1870 finalizaron las carreteras generales de Zamora a Vigo y la de Zamora a Alcañices, lo que favoreció la afluencia de transportes. A pesar de ir a buen ritmo las obras del segundo tramo, y recibir ingresos por el primero, la compañía seguía con problemas financieros. Se amenazaba con ofrecer el trayecto rentable a los obligacionistas.
El 1 de septiembre de 1875 hubo un incendio en los muelles de mercancías de la estación de Zamora acudiendo a prestar auxilio todo el personal de la línea. En 1877 visitó el rey Alfonso XII las dos líneas de la Compañía recorriendo en un tren inaugural el trayecto de Redondela a Vigo.

### Inicios del tercer tramo
Se pensaba en 1880 solicitar la obra de enlace Zamora a Astorga. Mientras tanto se trabajaba con cierta intensidad en el ramal que va desde Guillarey-Miño y en el Redondela-Pontevedra. El tramo aislado de la línea de Medina-Zamora comenzaba a ser poco rentable. Los problemas eran habituales, un tramo de túneles se derrumbó y en 1885 hubo una epidemia de cólera. A pesar de todo, el 5 de mayo de 1885 se inauguró la sección Orense a Monforte. Esto suponía un gran noticia para la maltrecha empresa. A estas alturas, la Compañía gestionaba 293 km de vías en dos tramos. Las líneas se utilizaron durante varios años sin que se produjesen incidencias reseñables ni acontecimientos relevantes más allá de las operaciones de mantenimiento o el cambio de las locomotoras por otras de mejores prestaciones. En 1912, la inestabilidad social y política produjo numerosas huelgas llevadas a cabo por el Partido Socialista Obrero Español. El senador Federico Cantero Villamil presentó el proyecto del ferrocarril de Zamora a Orense en el concurso convocado por el Gobierno y se logró hacerlo siendo el único presentado. En 1915 se fundó en Barcelona la empresa Cubiertas y Tejados, S.A. El estallido de la Primera Guerra Mundial frena los avances de las obras. La situación política en España era caótica.